# 陳圭 (進士)
陳圭（？—1619年），号玉梅，福建建寧府建安縣人，明朝政治人物。

## 生平
萬曆二十五年（1597年）丁酉科福建乡试舉人，二十六年（1598年）戊戌科進士，禮部觀政，次年授永新县知县，二十九年改令庐陵县，三十四年擢南京兵部主事，三十五年京察調用，三十七年改任蘇州府儒學教授，三十八年升國子監博士，三十九年升户部陕西司主事，四十一年管下粮所，四十二年督德州仓场，晉郎中，四十三年出守衡州府，申明乡约，民咸爱畏，四十七年卒于官。